# Schöllkrippen
Schöllkrippen est un marché (Markt) allemand de Bavière situé dans l'arrondissement d'Aschaffenbourg et le district de Basse-Franconie.

## Géographie

Situation de Schöllkrippen (en rouge) dans la communauté d'administration (en violet) et dans l'arrondissement d'Aschaffenbourg

Schöllkrippen est située dans le nord-est de l'arrondissement dans la vallée de la rivière Kahl, affluent du Main et dans la partie ouest du massif du Spessart.
La commune est composée de trois villages (nombre d'habitants en 2008) :
- Schöllkrippen (2 310)
- Schneppenbach (1 159)
- Hofstädten (521).

Communes limitrophes (en commençant par le nord et dans le sens des aiguilles d'une montre) : Geiselbach, Westergrund, Kleinkahl, Sommerkahl, Blankenbach et Krombach.
Schöllkrippen est le siège de la communauté d'administration de Schöllkrippen qui regroupe les communes de Schöllkrippen, Westerngrund, Kleinkahl, Wiesen, Blankenbach et Krombach. Cette communauté, formée le 1er mai 1978, située à la limite avec le land de Hesse, comptait 13 681 habitants en 2008 pour une superficie de 59,15 km2.

## Histoire
Après la domination des Staufer, le village a été incorporé aux domaines de l'Électorat de Mayence pendant le Moyen Âge. En 1450, l'archevêque Dietrich Schenk von Erbach fit construire un hôtel de ville et une église dans le village.
Schöllkrippen a rejoint le royaume de Bavière en 1814 et a fait partie de l'arrondissement d'Alzenau jusqu'à sa disparition en 1972. La même année, la commune de Schneppenbach fusionnait avec Schöllkrippen, ainsi que Hofstädten en 1978.

## Démographie
Marché de Schöllkrippen seul :
| 1910  | 1933  | 1939  |
| ----- | ----- | ----- |
| 1 143 | 1 345 | 1 235 |

Marché de Schöllkrippen dans ses limites actuelles :
| 1840  | 1871  | 1900  | 1910  | 1925  | 1933  | 1939  | 1950  | 1961  |
| ----- | ----- | ----- | ----- | ----- | ----- | ----- | ----- | ----- |
| 1 538 | 1 454 | 1 649 | 1 901 | 2 055 | 2 190 | 2 062 | 2 626 | 2 655 |

| 1970  | 1987  | 2000  | 2003  | 2009  | - | - | - | - |
| ----- | ----- | ----- | ----- | ----- | - | - | - | - |
| 2 933 | 3 197 | 3 703 | 3 784 | 3 849 | - | - | - | - |

## Personnalités liées à la ville
- Josef Simon (1865-1949), homme politique né à Schneppenbach.